# わたしの日々
『わたしの日々』（わたしのひび）は、水木しげるによる日本の漫画。『ビッグコミック』（小学館）にて、2014年1号から2015年10号まで連載されたオールカラー作品であり、水木の最晩年の作品である。単行本は同社から2015年7月に、講談社の『水木しげる漫画大全集』からは2018年5月に出版された。

## 概要
本作は水木自身の平穏な日常や過去の体験などを描いたエッセイ漫画で、ビジュアルエッセイとも称されている。連載開始時には『怪』（角川書店）で『水木しげるの日本霊異記』を連載中であり、91歳にして複数の連載作品を持つことは異例のことであったが、執筆風景をツイッターで紹介するなど精力的に活動していた。
連載は2013年12月発売の『ビッグコミック』2014年1号から約1年半後の2015年5月まで続いた。突然最終回を迎えたことから重病説などの声もあがったが、水木プロの発表では精神的な負担と漫画のネタが不足気味とのことだった。
単行本は小学館から2015年7月に出版された。少年・青年時代の絵画作品が南伸坊の解説付きで収録されている。
その年の11月に水木が死去したことで、本作の最終回、便秘になった水木が病院で摘便をしてもらう話が漫画作品としての遺作となり、話題になった。なお、水木は『ビッグコミック』創刊時からの執筆メンバーだったこともあり、翌12月発売の2016年1号誌上にて追悼特集が組まれた。
本作終了後に同誌で新たに連載が始まったちばてつやのエッセイ漫画『ひねもすのたり日記』は『わたしの日々』と同じ枠での掲載であり、ちばによると第1話は『わたしの日々』のシーンをオマージュしている。

## 書誌情報
- わたしの日々（ビッグコミックススペシャル、2015年7月、ISBN 978-4-09-187266-1）
- 水木しげる人生絵巻／わたしの日々 他（講談社〈水木しげる漫画大全集〉、2018年5月、ISBN 978-4-06-378153-3）